# Nová Ves pod Přimdou

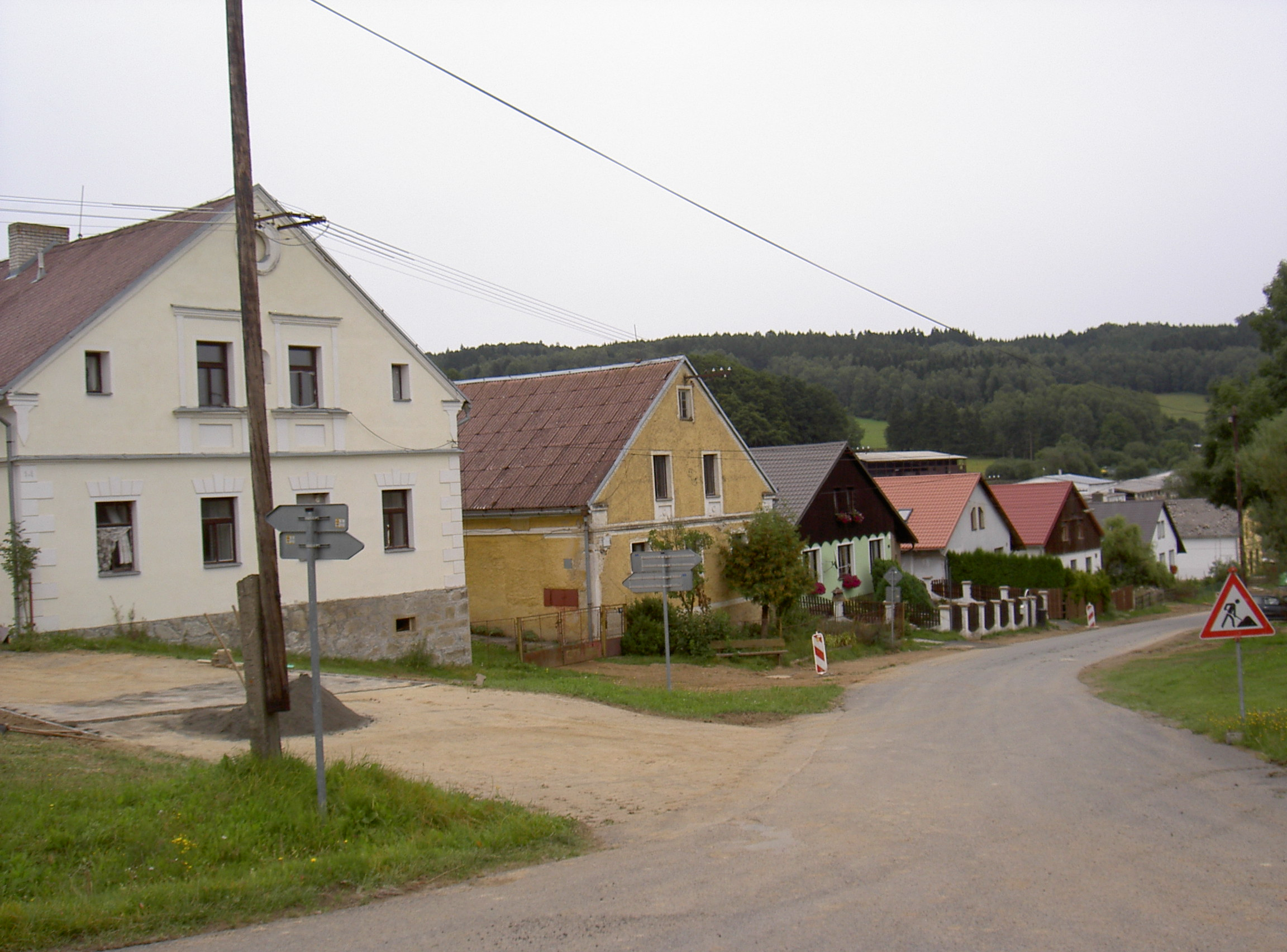
Nová Ves pod Přimdou

Nová Ves (deutsch Neudorf, auch Neudorf I) ist ein Ortsteil der Gemeinde Třemešné. Er liegt sechs Kilometer südlich von Přimda bzw. acht Kilometer östlich der deutsch-tschechischen Grenze und gehört zum Okres Tachov.

## Geschichte
Die erste Erwähnung des Ortes Neudorf datiert auf das Jahr 1497, als ein Streit zwischen der Herrschaft Pfraumberg und Hans Degenreuter von Burgtreswitz um das Fischen im Pfrentschweiher ausbrach. Zwanzig Jahre später wird ein Pfarrer an diesem Ort genannt, womit eine Kirche vorausgesetzt wird. 1548 wurde Neudorf nach einer Herrschaftsteilung Heinrich von Schwanberg zugeschlagen, bis es 1608 zu Groß Meierhöfen kam.
Die Steuerrolle zählte im 17. Jahrhundert zehn Bauern, zehn Chalupner, elf Gärtner, acht Brandstätten und eine Ödung auf. 1788 standen in Neudorf 67 Häuser, 1838 waren es 84. 
Nach der Aufhebung der Patrimonialherrschaften bildete Neudorf mit den Ortsteilen Dianaberg und Nowohradsky sowie den Weilern Mühlhäusel, Altglashütte und Weiherwiesenhaus eine politische Gemeinde im Gerichtsbezirk Pfraumberg.  Ab 1869 gehörte Neudorf / Nová Ves zum Bezirk Tachau. Im Jahre 1930 lebten in dem Dorf 953 deutsche und zwei tschechische Einwohner in 167 Häusern.
Nach dem Münchner Abkommen wurde das Dorf 1938 an das Deutsche Reich angeschlossen. 1939 lebten in der Gemeinde Neudorf I 1303 Einwohner. Zum 1. Juli 1960 wurde Nová Ves nach Přimda eingemeindet und der Ortsteil Diana einschließlich Rybničná der Gemeinde Rozvadov zugeordnet; der ehemalige Ortsteil Novohradský wurde für erloschen erklärt. 1971 erfolgte die Umgemeindung von Nová Ves nach Třemešné. 1991 hatte der Ort 48 Einwohner. Im Jahre 2001 bestand das Dorf aus 17 Wohnhäusern, in denen wiederum 48 Menschen lebten.